# 미국의 랜드마크 판례 목록
미국의 랜드마크 판례 목록은 미국 연방 대법원과 미국 연방 항소법원의 유명한 판례들을 모은 것이다.

## 개인의 권리

### 민권(Civil rights)
- 드레드 스콧 대 샌포드 사건
- 플레시 대 퍼거슨
- 코레마츠 대 미국 사건
- 브라운 대 교육위원회
- Bolling v. Sharpe
- 러빙 대 버지니아 사건
- Jones v. Alfred H. Mayer Co.
- Gates v. Collier
- 캘리포니아 주립대 대 바키 사건
- Adarand Constructors, Inc. v. Peña
- 그루터 대 볼린저 사건

- 오버거펠 대 호지스 사건

## 형법
- 미란다 대 애리조나

## 연방주의
- 마베리 대 매디슨
- 맥컬록 대 메릴랜드주 사건

## 수정헌법 제1조
- 솅크 대 미국

## 수정헌법 제2조

### 무기휴대권
- District of Columbia v. Heller
- 맥도널드 대 시카고 사건

## 기타 분야
- 이리 철도 대 톰프킨스 판결
- 캔터베리 대 스펜스 사건

## 같이 보기
- 랜드마크 판례 목록